# N419 (België)
De N419 is een gewestweg in de Belgische provincies Antwerpen en Oost-Vlaanderen. De weg verbindt Zwijndrecht via Kruibeke en Steendorp met Temse. De totale lengte van de N419 bedraagt ongeveer 15 kilometer.

## Traject
Vanaf de N70 in Melsele/Zwijndrecht loopt de N419 over de provinciegrens tussen Antwerpen en Oost-Vlaanderen, langs het Fort van Zwijndrecht en het Fort van Kruibeke. Vanaf dan loopt de N419 evenwijdig met de Schelde, langs het Fort van Steendorp tot aan de N16 in Temse. Omwille van de verbindingsfunctie langs deze forten kreeg de weg als lokale naam "Krijgsbaan".

## Plaatsen langs de N419
- Melsele
- Zwijndrecht
- Burcht
- Kruibeke
- Bazel
- Steendorp
- Temse